# NGC 4935
NGC 4935 est une galaxie spirale barrée située dans la constellation de la Chevelure de Bérénice. Sa vitesse par rapport au fond diffus cosmologique est de 6 699 ± 21 km/s, ce qui correspond à une distance de Hubble de 98,8 ± 6,9 Mpc (∼322 millions d'al). NGC 4935 a été découverte par l'astronome américain Lewis Swift en 1887.
La classe de luminosité de NGC 4935 est II et elle présente une large raie HI.